# Liste des intellectuels autochtones au Canada
Voici une liste d'intellectuels Amérindiens au Canada, c'est-à-dire de penseurs s'identifiant eux-mêmes ainsi.

## Canada
- Taiaiake Alfred, universitaire Mohawk
- Suzy Basile, universitaire Atikamekw
- Alanis Obomsawin, cinéaste Abénaquis
- Georges E. Sioui, historien Huron-Wendat
- Leanne Simpson, chercheuse Mississaugas